# 阿爾巴尼亞—北約關係
阿尔巴尼亚于2009年加入北约，它与北大西洋公约组织的关系始于1992年该国加入北大西洋合作理事会。1994年，阿尔巴尼亚又加入了北约和平伙伴关系计划，开启了阿尔巴尼亚加入北约的进程。到了1999年，该国又加入了成员国行动计划。最后阿尔巴尼亚在2008年布加勒斯特峰会上收到加入北约的邀请，并于2009年4月1日成为北约正式会员。
阿尔巴尼亚是第一批加入和平伙伴关系计划的东欧国家之一。同时阿尔巴尼亚的政治人物一直以来也将加入北约作为首要任务。自1992年以来，阿尔巴尼亚与北约进行了广泛的接触，并在动荡和分裂的巴尔干地区保持了其作为美国和欧盟的稳定因素和强大盟友的地位。除此之外，95%的阿尔巴尼亚民众同意加入北约。